# David Hull
David Hull, né en 1984, est un acteur américain connu pour son rôle de White Josh dans la série télévisée Crazy Ex-Girlfriend.

## Biographie
David Hull a eu plusieurs crédits à Broadway avant d'interpréter le rôle récurrent de White Josh dans Crazy Ex-Girlfriend en 2015. Il rejoint le casting principal pour la saison 3.

## Filmographie

### Cinéma
| Année | Titre                         | Rôle                 |
| ----- | ----------------------------- | -------------------- |
| 2014  | Are You Joking?               | Seth / Computer Face |
| 2016  | The Dark Tapes                | Josh                 |
| 2018  | The Browsing Effect           | Todd                 |
| 2019  | The Sheriff of Topanga Canyon | Dave Wilder          |
| 2019  | Benjamin                      | Ronny                |

### Télévision
| Year      | Title               | Role         |
| --------- | ------------------- | ------------ |
| 2010      | The Big C           | Greeter      |
| 2012      | Pzazz 101           | David        |
| 2013      | Smash               | Un danseur   |
| 2014      | Submissions Only    |              |
| 2014      | Los Feliz, 90027    | Austin James |
| 2015–2016 | The Middle          | Logan        |
| 2015–2019 | Crazy Ex-Girlfriend | White Josh   |
| 2016      | Agent K.C.          | Damon        |
| 2016–2017 | Insecure            | Travis       |
| 2017      | TV for Monsters     | Wolfman      |
| 2017      | Wisdom of the Crowd | Karl         |
| 2018      | Into the Dark       | Alan         |